# Memphis otrere
Espèce
Memphis otrere est une espèce d'insectes lépidoptères (papillons) de la famille des Nymphalidae, de la sous-famille des Charaxinae et du genre Memphis.

## Dénomination
Memphis otrere a été décrit par Jakob Hübner en 1825 sous le nom initial d' Anaea otrere.

## Description
Memphis otrere est un papillon aux ailes antérieures à bord costal bossu, apex angulaire, bord externe presque droit, angle interne en crochet et bord interne concave. Les ailes postérieures munies d'une queue.
Le dessus présente un dimorphisme sexuel de couleur, le mâle est marron foncé, la femelle marron clair doré avec une même ornementation bleu métallisé dans la partie basale des ailes antérieures et en suffusion aux ailes postérieures. Quelques taches bleu proches de l'apex des ailes antérieures complètent l'ornementation.
Le revers est beige jauni et simule une feuille morte.

## Écologie et distribution
Memphis otrere est présent au Brésil,.

### Protection
Pas de statut de protection particulier.